# Гней Корнелий Сципион Калв
Гней Корнелий Сципион Калв (на латински: Gnaeus Cornelius Scipio Calvus; † 211 пр.н.е.) е политик и генерал на Римската република.
Гней е син на Луций Корнелий Сципион и брат на Публий Корнелий Сципион.
През 222 пр.н.е. Калв е избран за консул заедно с Марк Клавдий Марцел и се бие против инсубрите и получава триумф. През 218 пр.н.е. Гней заедно с брат си Публий се бие през втората пуническа война в Испания. Двамата са убити през 211 пр.н.е. в битката при Горен Бетис (река Upper Baetis, Гуадалкивир).